# Теорема Эрдёша — Эннинга
Теорема Эрдёша — Эннинга — утверждение о том, что бесконечное множество точек на плоскости может иметь целые расстояния между точками множества только в том случае, когда все точки лежат на одной прямой. Названа по именам Пала Эрдёша и Норманна Эннинга (англ. Norman Herbert Anning), опубликовавших её доказательство в 1945 году.

## Рациональное расстояние
Хотя не существует бесконечного множества точек, имеющих целые взаимные расстояния, существует бесконечное множество точек, не лежащих на одной прямой, расстояния между которыми являются рациональными числами.
Например, на единичной окружности множество {\displaystyle S} точек {\displaystyle (\cos \theta ,\sin \theta )}, для которых {\displaystyle \tan {\frac {\theta }{4}}} — рациональное число. Для любых таких точек и {\displaystyle \sin {\frac {\theta }{2}}}, и {\displaystyle \cos {\frac {\theta }{2}}} рациональны. Пусть {\displaystyle \theta } и {\displaystyle \phi } определяют две точки в {\displaystyle S}, тогда расстояние {\displaystyle \left|2\sin {\frac {\theta }{2}}\cos {\frac {\phi }{2}}-2\sin {\frac {\phi }{2}}\cos {\frac {\theta }{2}}\right|} рационально.
Известно, что окружность радиусом {\displaystyle \rho } содержит плотное множество точек с рациональными взаимными расстояниями тогда и только тогда, когда {\displaystyle \rho ^{2}} рационально.
Для любого конечного множества точек {\displaystyle S} со взаимными рациональными расстояниями, можно найти подобное множество точек с целыми взаимными расстояниями, растянув {\displaystyle S} (умножив расстояния на наименьшее общее кратное знаменателей расстояний). Таким образом, существует как угодно большое множество точек на плоскости с целыми расстояниями. Однако добавление точек в множество {\displaystyle S} может привести к увеличению множителя растяжения, так что такая конструкция не дает возможность перевести бесконечное множество точек с рациональными расстояниями в бесконечное множество точек с целыми расстояниями.
Остается неизвестным, существует ли множество точек с рациональными взаимными расстояниями, являющееся плотным подмножеством евклидовой плоскости.
По состоянию на начало 2022 года было неизвестно, существует ли хотя бы 8 точек на плоскости, никакие 4 из которых не лежат на одной окружности и никакие 3 из которых не лежат на одной прямой, все попарные расстояния между которыми целые. Пример на 7 точек построен [Kreizel — Kurz, 2008].

## Доказательство теоремы
Пусть множество точек {\displaystyle S} на плоскости имеет целочисленные взаимные расстояния и содержит три точки {\displaystyle A}, {\displaystyle B} и {\displaystyle C}, не лежащие на одной прямой, взаимные расстояния между которыми не превосходят {\displaystyle \delta }. Покажем, что число точек в множестве {\displaystyle S} не превосходит {\displaystyle 4(\delta +1)^{2}}.
Пусть {\displaystyle d(A,B)}, {\displaystyle d(A,C)}, и {\displaystyle d(B,C)} —  расстояния между  точками {\displaystyle A}, {\displaystyle B} и {\displaystyle C}. Пусть {\displaystyle X} — любая другая точка из {\displaystyle S}. Из неравенства треугольника следует, что {\displaystyle |d(A,X)-d(B,X)|} — неотрицательное целое число, не превосходящее {\displaystyle \delta }. Для каждого целого числа {\displaystyle i} из интервала между 0 и {\displaystyle \delta }, геометрическое место точек, удовлетворяющее равенству {\displaystyle |d(A,X)-d(B,X)|=i}, формирует гиперболу с {\displaystyle A} и {\displaystyle B} в фокусах. Точка {\displaystyle X} должна лежать на одной из этих {\displaystyle \delta +1} гипербол.
Из соображений симметрии, {\displaystyle X} должна лежать также на одной из {\displaystyle \delta +1} гипербол, имеющих {\displaystyle B} и {\displaystyle C} в фокусах. Каждая из пар различных гипербол, одна заданная точками {\displaystyle A} и {\displaystyle B}, а вторая — точками {\displaystyle B} с {\displaystyle C}, могут пересекаться максимум в четырёх точках, а каждая точка из {\displaystyle S} (включая {\displaystyle A}, {\displaystyle B} и {\displaystyle C}) является одной из точек пересечения. Имеется максимум {\displaystyle 4(\delta +1)^{2}} точек пересечения пар гипербол, а следовательно, максимум {\displaystyle 4(\delta +1)^{2}} точек в множестве {\displaystyle S}.
Таким образом, множество точек на плоскости, не лежащих на одной прямой и имеющих целые взаимные расстояния, можно дополнить только конечным числом точек. Множество точек с целыми координатами и целыми расстояниями, к которому нельзя добавить точки сохраняя оба свойства, называется графом Эрдёша — Диофанта.